# Franz Xaver Müller (Abt)
Franz Xaver Müller (* 6. Juni 1741 in Westhausen; † 4. November 1817 in Kaisheim) war der letzte Abt des Klosters Kaisheim. 

## Leben
Franz Xaver Müller besuchte das Jesuitengymnasium in Ellwangen und trat mit 22 Jahren in das Kloster Kaisheim bei Donauwörth ein. Am 13. Juni 1767 wurde er zum Priester geweiht. Danach war er Finanzverwalter und ging 1777 als Beichtvater in das Kloster Gutenzell. Von dort wurde er 1783 als Abt nach Kaisheim zurückberufen. Ein Jahr später wurde er Generalvikar des Ordens für Oberdeutschland und Visitator für Schwaben, Tirol und die Zisterzienserinnenabtei Kirchheim im Ries. Kaiser Josef II. ernannte ihn zum kaiserlichen Rat. 
Mit der Säkularisation des Klosters 1802 wurde er seines Amtes enthoben und verbrachte seinen Ruhestand im nahegelegenen Schloss Leitheim, der ehemaligen Sommerresidenz der Kaisheimer Äbte. Dort starb er 1817 und wurde auf dem allgemeinen Friedhof bestattet.